# Sajjad Shahbazzadeh
Sajjad Shahbazzadeh Galinbolagh (persisch سجاد شهباززاده; * 23. Januar 1990 in Ardabil) ist ein iranischer Fußballspieler.

## Karriere
Shahbazzadeh begann mit dem Vereinsfußball 2005 in der Nachwuchsabteilung von Zob Ahan Ardabil und wechselte 2009 in den Nachwuchs von Saipa Teheran. 2010 wurde er dann in die Profimannschaft aufgenommen und eroberte sich schnell einen Stammplatz. Nachdem er in vier Spielzeiten in 90 Ligaspielen 20 Tore erzielt hatte, wechselte er 2014 zum Stadt- und Ligarivalen Esteghlal Teheran.
Zur Saison 2016/17 wurde er vom türkischen Erstliganeuling Alanyaspor verpflichtet. Im März 2017 kehrte mit seinem Wechsel zu Naft Teheran in den Iran zurück. Doch schon im Sommer schloss er sich wieder seinem ehemaligen Verein Esteghlal Teheran an. 2018 spielte er dann kurzzeitig für den Qatar SC und wurde anschließend vom Sepahan FC unter Vertrag genommen. Im Sommer 2022 schloss sich der Iraner seinem ehemaligen Verein Esteghlal Teheran an.

## Erfolge
- Iranischer Pokalsieger: 2017, 2018